# 아르카디우시 그워바츠키
아르카디우시 라파우 그워바츠키(폴란드어: Arkadiusz Rafał Głowacki, 1979년 3월 13일 ~ )는 수비수로 활약했던 폴란드의 전직 프로 축구 선수이다.

## 구단 경력
그워바츠키는 1997년 5월 7일, 아미카 브론키와의 경기에서 엑스트라클라사 데뷔 전을 치렀다. 2000년에는 레흐 포즈난에서 비스와 크라쿠프로 이적하였다. 2005년에는 비스와 크라쿠프의 주장으로 선임되었으며, 2007–08년 시즌과 2009년에는 폴란드 축구 선수 협회 투표를 통해 엑스트라클라사 베스트 XI에 선정되었다. 또한 2009년에는 엑스트라클라사 선수단 투표로 폴란드 최고의 수비수로 뽑혔다. 비스와 크라쿠프에서 활약한 11시즌 동안, 그는 엑스트라클라사 우승을 6회 차지했다.
2010년 6월 15일, 그는 튀르키예의 트라브존스포르와 2년 계약을 체결하였다. 그워바츠키는 2010년 튀르키예 쉬페르쿠파 결승전에서 에게멘 코르크마즈와 함께 중앙 수비로 선발 출전하며 데뷔 전을 치렀다. 그는 트라브존스포르에서 2시즌을 보내며, 2011–12년 시즌에는 UEFA 챔피언스리그 조별 리그에도 출전하였다.

## 국가대표팀 경력
그워바츠키는 2002년 폴란드 국가대표팀에 데뷔하였으며, 같은 해 2002년 FIFA 월드컵에 참가한 23인 최종 명단에 발탁되었다. 그는 2006년까지 정기적으로 국가대표팀에 출전했지만, 레오 베인하커르 감독 체제에서는 단 한 경기만 출전한 뒤 제외되었다.
베인하커르가 경질된 이후, 스테판 마예프스키 감독 대행 체제에서 그워바츠키는 2010년 FIFA 월드컵 예선에서  체코와 슬로바키아와의 경기에서 국가대표팀에 복귀했다. 그는 이 두 경기 모두 선발 출전하며 A매치 20번째, 21번째 출전 기록을 세웠으나, 폴란드는 모두 패배하며 월드컵 본선 진출에 실패했다.
이후 프란치셰크 스무다 신임 감독 또한 그를 루마니아와 캐나다와의 친선 경기에 소집했으나, 그는 소속팀 경기 중 부상을 당해 출전하지 못했다.